# Mercedes Jones
Mercedes Jones is een personage van de Amerikaanse televisieserie Glee van Fox Broadcasting Company, gespeeld door Amber Riley. Ze is een van de leden van de fictieve Glee Club en de feitelijk bestaande Glee Cast.

## Personage & verhaallijn
Mercedes Jones (Amber Riley) is een van de eerste leden die zich aanmeldt bij de Glee club 'New Directions'. Ze staat bekend om haar uitgesproken mening en haar pittige karakter. Ze kan het in de Glee club goed vinden met Kurt Hummel (Chris Colfer), waar ze in eerste instantie ook verliefd op wordt. Haar hart wordt gebroken als ze ermee wordt geconfronteerd dat Kurt niet op meisjes valt. Ze worden ondanks dat goede vrienden.
Haar stem heeft een groot aandeel in de groep. Zo heeft ze geregeld een duet gezongen met Santana Lopez (Naya Rivera). En hoewel ze elkaar buiten de club totaal niet zien staan (en niet kan uitstaan) blenden hun stemmen prachtig met elkaar. Ook weet ze altijd de hoge noten aan het einde van een nummer te halen en kan iedereen op haar vertrouwen als er een goede song moet worden gekozen met soul of R&B. Als de cheerleader Quinn Fabray (Dianna Agron) ontdekt hoe het is om dik te zijn (vanwege haar zwangerschap) groeien zij en Mercedes naar elkaar toe en worden goede vriendinnen. Mercedes nodigt Quinn zelfs uit om bij haar in te wonen als Quinn zelf uit huis wordt gegooid door haar ouders.
Mercedes & Kurt besluiten bij de Cheerios aan te sluiten als ze het gevoel krijgen niet zich genoeg te kunnen ontplooien in de Glee club op zang gebied (omdat de meeste solos voor Rachel zijn). Ze blijven echter wel in de Glee club. Mercedes & Kurt worden hierdoor uiterst populair op school. Mercedes wil zelfs Puck (Mark Salling) zijn vriendinnetje spelen als hij juist wat minder populair wordt op school (door het verlies van zijn hanekam) hierdoor ligt ze echter wel in de clinch met Santana, die een knipperlicht relatie heeft met Puck. Als de coach van Cheerios, Sue Sylvester (Jane Lynch) wil dat zij (an alle andere cheerleaders) extreem gaat afvallen, wordt het Mercedes te veel. Ze stopt met de Cheerios en haar schijnrelatie met Puck eindigt dan ook.
Mercedes is ook aanwezig bij de geboorte van Quinns dochtertje aan het einde van seizoen 1.